# بيلي مورغان
بيلي مورغان (1 يناير 1878 المملكة المتحدة - 5 يونيو 1939 مانشستر المملكة المتحدة) هو لاعب كرة قدم إنجليزي سابق كان يلعب كلاعب وسط.